# 신타니 료코
신타니 료코(일본어: 新谷良子, 1981년 3월 31일 ~ )는 일본의 여자 성우, 가수다. 약간 보이쉬한 느낌이 나면서도 유들유들한 목소리로 유명하다.

## 내력
이시카와현 세이료 고등학교 졸업 후 일본 고가쿠인 전문학교 연극 배우과 성우코스로 나아간다. 게임 프리즘 팔레트의 오디션에서 그랑프리를 수상하나 게임의 제작 지연으로 브로콜리에서 사과로서 게임 갤럭시 엔젤의 오디션을 권유했고 주역인 밀피유 역으로(원래 타무라 유카리 예정이었다) 훌륭히 합격해 데뷔를 치른다. 또, Bambi pop이라는 음악스타일로 가수활동도 해나가고 있다.

## 인물
- 자신의 입으로 학생시절은 오타쿠였다고 부를만큼 애니메이션을 좋아했고, 드라마 CD나 성우잡지 등을 사 모았다고 한다.[1]
- 분홍색을 아주 좋아하여(묘하게도 성우로서 처음 연기한 캐릭터 밀피유 사쿠라바는 핑크헤어였다), 패션이나 CD 자켓에 잘 나타나 있다.
- 좋아하는 음식은 해산물과 메론이다. 블랙커피나 탄산음료는 잘 마시지 못한다.
- (신타니를 포함하여) 란티스 3인방이라고 불리는 다나카 리에, 노가와 사쿠라와 친교가 깊으며 노가와의 애칭인 "사쿠냥"도 신타니 본인이 지은 것이다.
- 몸매를 유지하기 위해 현재 저녁식사는 두부로 대체하였다. 체중에 대해 이야기할 때가 많다.

## 출연작

### TV 애니메이션
2001년
- 갤럭시 앤젤(밀피유 사쿠라바)

2002년
- 갤럭시 앤젤 Z(밀피유 사쿠라바)
- 갤럭시 앤젤 A(밀피유 사쿠라바)

2003년
- 나루에의 세계(케이 샤먼)
- 디지캐럿뇨(밀피유 사쿠라바)

2004년
- 갤럭시 앤젤 X(밀피유 사쿠라바)
- DearS(이쿠하라 나츠키)

2005년
- 라무네(아유카와 미소라)
- 파니포니대쉬(미야타 아키라)
- 마이오토메(세노 아오이)

2006년
- 갤럭시 앤젤룬 (밀피유 사쿠라바)
- 공주님 조심 (츠바키 히메코)
- 그늘에서 지킨다! (사와가시 아이리)
- 레드 가든 (레이첼 베닝)
- 러브겟CHU ~미라클 성우백서~ (스즈키 린카)
- 러브돌~Lovely Idol~ (후지타 마코토)
- 카시마시 ~Girl Meets Girl~ (쟝 푸우)
- Gift ~eternal rainbow~ (후지미야 치사)

2007년
- 히다마리 스케치 (사에)
- 안녕 절망선생 (히토 나미)

2008년
- 히다마리 스케치x365 (사에)
- 속 안녕 절망선생 (히토 나미)
- 쿠레나이 (호우즈키 유우노)

2009년
- 마리아†홀릭 (모모이 사치)
- 참 안녕 절망선생 (히토 나미)
- 성검의 블랙스미스 (엘자)
- 사키-Saki- (세노오 카오리)

2010년
- 히다마리 스케치☆☆☆ (사에)
- 아라카와 언더 더 브릿지 (철인형제 테츠로)
- 아마가미SS (사쿠라이 리호코)
- 아라카와 언더 더 브릿지2 (철인형제 테츠로)

2011년
- 마법소녀 마도카☆마기카 (시즈키 히토미)
- 마리아†홀릭 Alive (모모이 사치)
- 헨제미 (카토 안나)

2012년
- 죠시라쿠 (우자테이 우잔누)
- 히다마리 스케치 허니컴 (사에)

2013년
- 논논비요리 (후지미야 코노미)

### OVA
2006년
- 레드 가든(레이첼 베닝)

2008년
- 절대충격 ~Platonic Heart~(다이몬지 유우)

### 극장판
2002년
- 피아캐롯에 어서오세요 극장판~사야카의 사랑이야기~(쿠와시마 미유키)

### 게임
2005년
- 프린세스 콘체르트(리셸)

2008년
- 아가레스트전기 (엘레나, 노아)

2009년
- 아마가미 (사쿠라이 리호코)

2010년
- 매리지 로얄 프리즘 스토리 (텐류 에나)
- 토토리의 아틀리에 (메르비아)

### 라디오
- 피타피타 앤젤♪ - 타무라 유카리와 공동진행. (2002년 - 2003년)
- 앤젤 러브 - 타무라 유카리, 고토 사오리와 공동진행. (2003년 - 2005년)
- 미즈노 료 프로듀스 료코와 유나의 GA - 인터넷 라디오, 미즈노 료, 이나무라 유나와 공동진행.(2005년 8월 - 2006년 3월)
- 료코와 우이의 공주님 방송국 - 인터넷 라디오, 미야자키 우이와 공동진행.(2006년 3월 - 12월)
- 라디오 아니멜로믹스 - 고토 유코와 공동진행. (2007년 4월 - 9월)
- 안녕 절망방송 - 인터넷 라디오, 카미야 히로시와 공동진행.（애니메이트TV：2007년 8월 28일 - ）
- 라디오 갤럭시 엔젤 료코하고 유나하고 - 인터넷 라디오, 이나무라 유나와 공동진행.（온센：2008년 1월 21일 - 2009년 4월 20일）
- 료코와 카나의 아마가미 커밍 스위트! - 인터넷 라디오, 아스미 카나와 공동진행. (2009년 3월 16일 - )
- 신타니 료코의 chu→lip☆RADIO - (2011년 2월 4일 - )

## 외화 더빙
- 빅뱅 이론 (시트콤) (페니)

## 참조
1. ↑  카시마시 라디오 PC 2회에서